# Йозеф Раскін
Йозеф Марія Раскін (нід. Jozef Maria Raskin) (21 червня 1892 Стиворт, Бельгія — 18 жовтня 1943 Дортмунд, Третій Рейх) — бельгійський художник, живописець, кресляр та місіонер-шевтист, служив у Першій світовій війні та став місіонером у Китаї з 1920 по 1934 рік. Пізніше, під час Другої світової війни, призвали до бельгійської армії капеланом був особистим радником короля Бельгії Леопольда III.
Діючи під псевдо «Леопольд Виндиктив 200» під час бельгійського руху опору, 1 травня 1942 року його було заарештовано поліцією гестапо, був судимий та засуджений, а 18 жовтня 1943 року був страчений на гільйотині.
Статуя на честь його служби стоїть в місті Аршоті.Після Другої світової війни Йозеф Де Врой, католицький священик і той, хто пережив обидва ці конфлікти, написав книгу про подвиги Раскіна в обох світових війнах під назвою «нід. Pater Raskin in de beide wereldoorlogen, досл. «Отець Раскін в обох світових війнах»».

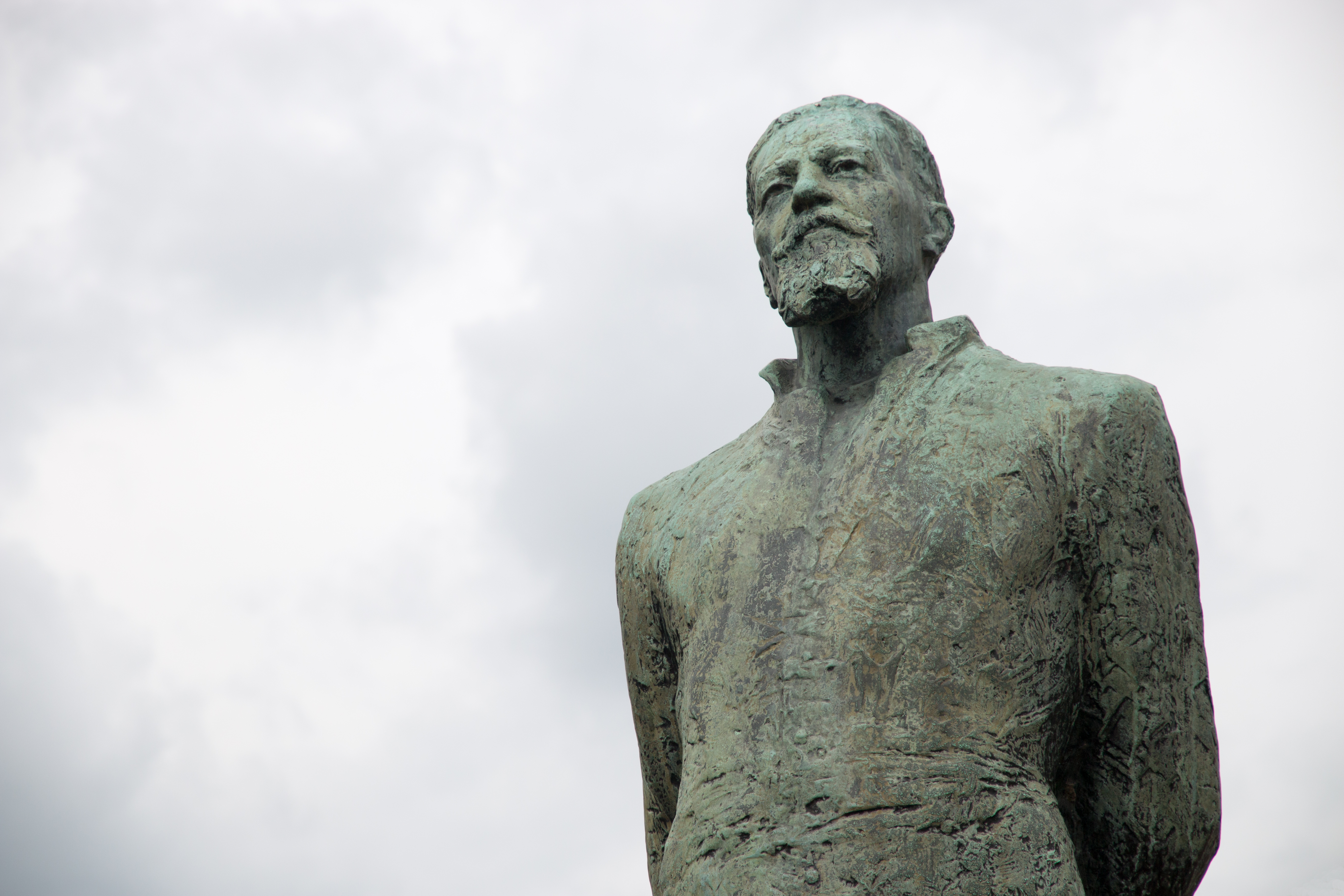
Пам'ятник Йозефу Раскіну

## Раннє життя та освіта
Йозеф Раскін народився в Стевоорті, (Фландрія) Бельгія, в 1892 році.
Був старшим сином Амандуса Раскін та Марі Леоні (уродж. нід. Cleeren, досл. «Клірен»).
Навчався в коледжі у Сінт-Трейдені з часом склав обітниці в 1910 році в Місіонерах CICM, католицькому релігійному ордені, широко відомому як Місіонери Шейта.

## Місіонер у Китаї
Після висвячення місіонерами CICM 2 лютого 1920 року його було направлено місіонером до Внутрішньої Монголії, Республіка Китай, де він вільно володів як усною, так і письмовою китайською мовою.
Перебуваючи в Апостольському вікаріаті Сіванзі, він викладав природничі науки. У лютому 1934 року він повернувся до Бельгії та став письменником для свого замовлення.

## Перша світова Війна
25 липня 1914 року Йозеф Раскін був висвячений у диякони, після чого його призвали до лав бельгійської армії. Через нестачу військової форми він змушений був служити у своїй сутані. Потрапивши на передову, Раскіна схопили, і німці засудили його до страти — тоді вважалося, що переодягнені у духовний одяг солдати можуть мати при собі секретні документи. Втім, йому вдалося вирватися з полону. Під час служби на фронті, виконуючи обов'язки спостерігача за ворожими позиціями, він також виявив неабиякий хист до малювання, що неодноразово відзначали

## Друга світова війна
На початку Другої світової війни Раскіна його призвали капеланом до бельгійської армії. На цій посаді він був особистим радником його величності короля Бельгії Леопольда III та служив месу разом з монархом.
Після поразки в битві за Бельгію Раскін використовував кодове ім'я «Леопольд Вендіктив 200», працюючи на голландський опір.Його знання рентгенографії дозволили йому підслуховувати передачі між різними командуваннями Вермахту, що окупували Бельгію.
Він також присвятив значну частину свого часу картографуванню німецьких позицій на бельгійському узбережжі. Він працював з відділом «d» MI14 («Секретна служба голубів»), щоб передавати свої розвідувальні звіти до Англії за допомогою птахів. Контейнери з птахами скидали йому на парашутах в окупованій Бельгії.
Його звіти надсилалися невеликими 3 мм (0,12 дюйм) широкі трубки, прикріплені до ніг голубів. Хоча й написані на надтонкому папері, Раскін писав детальні звіти, які включали детальні замальовки ворожих позицій та службові записки обсягом до 5000 слів.
Приклад одного такого повідомлення від Раскіна, яке було доставлено до Британії голубом, зараз зберігається в Національному архіві Великої Британії під заголовком «Джерело повідомлення № 37», там було написано:
Це повідомлення від Леопольда Віндіктива 200.Будь ласка, повідомте нас, якщо ви отримаєте його у вашій звичайній новинній трансляції,двічі нідерландською мовою та двічі по Radio Belgique, із зазначенням часу отримання і як тільки отримаєте.Скажіть, що було вам невідоме, лише вказуючи літери карт (A.B.C. тощо) з фразою «були невідомі» або додайте більше про «........ запитується».Ця інформація є цілком достовірною, і ось наша гарантія або поручительство:Ми — команда з трьох головних осіб і кількох (? семи) другорядних агентів, але ідентифікуйте мене так:Я — бородатий військовий капелан, який потис руку адміралу Кісу вранці 27 травня 1940 року приблизно о 7:30.Запитайте, будь ласка, адмірала, де він точно перебував у той момент, з моїми найшанобливішими привітаннями.

### Арешт і страта
1 травня 1942 року Раскіна видав як шпигуна чоловік, одягнений як жебрак, і його заарештувало гестапо.Під час ув'язнення в очікуванні суду інші в'язні описували його як «вчену людину, натхненну, красномовну, опору та приклад», яка щовечора співала, розповідала історії про свої роки в Китаї та вислуховувала сповіді від своїх співкамерників. 31 серпня 1943 року його судили й засудили, запропонувавши як єдиний захист: Im Gewissen und vor Gott habe ich meine Pflicht getan (З сумлінням і перед Богом я виконав свій обов'язок). Наступного дня, 1 вересня 1943 року, його засудили до смертної кари, а 18 жовтня 1943 року о 18:43 його стратили на гільйотині у в'язниці Дортмунда.
Його поховали у Стевоорті, там де він і народився.

## Меморіал
На його честь в фламандському муніципалітеті Аарсхоті встановлено пам'ятник.